# 실덱스 주식회사
실덱스 주식회사(SHIELDEX Co., Ltd.)는 2017년 9월, 소프트캠프 재팬(Softcamp Japan), 치에루(Chieru), 벤처브릿지 3사가 합작법인으로 일본 도쿄에 설립된 정보보안 업체이다. 내부와 외부의 모든 정보유출 위협으로부터 기업의 정보자산을 지켜주는 기업이다. 일본 총무성에서 규정한 망분리 및 무해화 지침을 준수하는 무해화(CDR, Content Disarm & Reconstruction) 솔루션과 문서보안(DRM, Document Right Management)을 다수의 공공기관과 교육기관, 기업에 제공하고 있다.
소프트캠프 재팬은 한국에 본사를 두고 있는 정보보안 기업이며, 치에루는 일본의 상장사(JASDAQ)로 교육용 소프트웨어와 교재, 교육장비를 개발 및 판매하는 업체이다. 벤처브릿지는 한국의 유망 벤처기업이 일본에 진출할 수 있도록 컨설팅하는 IT 비즈니스 컨설팅 업체이다.

## 역사
실덱스 주식회사는 2017년 9월 설립된 이래, 일본 사카도시청을 비롯해 다수의 지자체와 기업에 무해화(CDR) 솔루션 SHIELDEX 제품을 공급했다. 2018년 기준으로 도쿄 도 시나가와 구 히가 시 2-2-24 텐 노즈 센트럴 타워 3F에 소재하고 있다.

## 주요 제품
- SHIELDEX SaniTrans Mail : 외부에서 유입되는 이메일을 무해화 및 재구성하여 안전한 메일과 첨부파일만 내부로 유입하는 메일보안 솔루션
- SHIELDEX SaniTrans Net : 망분리 환경에서 망연계를 통해 유입되는 파일을 무해화 및 재구성하여 반입하는 망연계 파일전송시스템
- SHIELDEX EnCrypto : 전자문서를 암호화하고 사용자 인증 및 권한을 제어하는 문서 DRM